# Station Komen (Frankrijk)
Station Komen (Frans: Gare de Comines) was een spoorwegstation in de Noord-Franse plaats Komen (Frankrijk) (Frans: Comines). Het station was het eindstation van de lijn La Madeleine - Comines, beter bekend als de voormalige TER-lijn 5.
De lijn werd ingehuldigd in 1876. Toentertijd liep de lijn nog verder naar het station van Komen (België) met een brug over de Leie. Dit stuk werd gesloten voor reizigersverkeer in 1955 en definitief in 1963. Op 14 december 2019 zette de SNCF het reizigersverkeer tussen Komen en Rijsel definitief stop.